# Sanremo Women
La Sanremo Women és una cursa ciclista de carretera d'un dia que es disputa a Itàlia i que forma part del calendari de l'UCI Women's WorldTour des de la seva primera edició, disputada el 2025. Se la coneix amb el sobrenom de classicissima o cursa de primavera i acostuma a disputar-se el darrer dissabte de març, el mateix dia que la Milà-Sanremo masculina, creada el 1907.
Conjuntament amb el Tour de Flandes, la París-Roubaix i la Lieja-Bastogne-Lieja, la Sanremo Women és un dels monuments del ciclisme. En el moment de la seva creació, fou el quart monument femení.

## Història
La Milà-Sanremo és una de les proves amb més història en el ciclisme masculí, ja que es disputa des del 1907. En canvi, la seva versió femenina no es va disputar per primer cop fins al 1999, quan es va organitzar la primera edició de la Primavera Rosa. La prova, que formava part del calendari de la Copa del Món de ciclisme femenina, es va celebrar fins al 2005.
El 2022, RCS Sport –els organitzadors de la prova masculina– van anunciar que planejaven organitzar una versió femenina de la Milà–Sanremo en el futur. L'any següent, en mig de pressions de les corredores –la campiona del món Annemiek van Vleuten digué que "calia que fos la cursa més llarga del ciclisme femení"– van indicar que l'organitzarien el 2024; però no fou fins que a l'octubre de 2024 es va oficialitzar el calendari de l'UCI Women's World Tour 2025, quan es va oficialitzar que la prova femenina de la Milà–Sanremo retornaria, disputant-se el mateix dia que la seva edició masculina i que inclouria les pujades del Passo del Turchino o el Poggio i el amb el descens fins a l'arribada de Sanremo.
Finalment, el 5 de març de 2025, es va presentar oficialment la prova i es va saber que s'anomenaria oficialment Sanremo Women i se'n va definir el recorregut. Més enllà del nom, hi ha diverses diferències entre la prova masculina i la femenina, essent les dues més destacades el lloc de sortida i el quilometratge. En efecte, la prova femenina no surt de la capital llombarda –i això explica el canvi de nom de la prova, sinó que ho fa des de Gènova a causa de la limitació de quilometratge que hi ha en les curses d'un dia en l'àmbit femení, que és de 160 quilòmetres. Així doncs, mentre la prova masculina té gairebé 300 quilòmetres de recorregut, la femenina en té 160.
La neerlandesa Lorena Wiebes en fou la primera vencedora.

## Palmarès
| Any  | Vencedora     | Segona       | Tercera     |
| ---- | ------------- | ------------ | ----------- |
| 2025 | Lorena Wiebes | Marianne Vos | Noemi Rüegg |